# SKYZ TOWER&GARDEN
SKYZ TOWER&GARDEN（スカイズタワー&ガーデン）は、東京都江東区豊洲に所在する超高層マンション。1棟で1000戸を超える住戸を有する、国内でも有数の大規模マンションである。2015年度グッドデザイン賞受賞。

## 概要
豊洲は第二次世界大戦以降の経済再建を目的に、主に鉄鋼・石炭の生産のために埋め立ての整備が行われたが、今般、官民一体による約110ヘクタールに及ぶ「豊洲区画整理事業」の施行で、整備された各街区に豊洲市場をはじめ分譲住宅や賃貸住宅、業務、商業、公益施設等の立地が進められた。
SKYZ TOWER&GARDENは、新豊洲エリアに位置した東京ガス豊洲工場および東京電力新東京火力発電所跡地を、この開発におけるリーディングプロジェクトとして位置づけ、始動した約3.2ヘクタールの大規模開発「東京ワンダフルプロジェクト」の第1弾として建設された。開発計画が浮上した2008年当時は東京電力主導による開発事業として推進を予定していた。しかし、2011年の東日本大震災以降に東電の経営状況が悪化したことを受け、主要6デベロッパー主導による事業となった。
東雲運河と東電堀に囲まれた一角に所在する地下2階 地上44階の建物は、設計・施工を清水建設、外構等デザインは光井純アンドアソシエーツ建築設計事務所が監修、共用空間はフォーシーズンズホテル東京丸の内を設計したYABU PUSHELBERGが担当した。
建物は都内では芝浦アイランドに次ぐ2例目となるYの字を描いた3方向に翼を広げたトライスター形状で、スクエア形の超高層タワーとは全く違った造形美を映し出している。トライスター形状とすることで、南面性や眺望を確保しつつ、近隣建物との見合いを軽減させた。敷地内には約2200本の樹木が植樹され、扇形状による3階建ての認定こども園（豊洲めぐみこども園）も配された。共用施設にはラウンジやロビーを併設。地上約150mの屋上部分には、マンションでは珍しい天体望遠鏡を設置した天体観測ドームを用意した。
ほかに、清水建設が開発した免震・制振複合構造の「シミズ・トライスター型ハイブリッド免制震システム」を国内のマンションで初めて採用。環境配慮技術としてCASBEEまちづくりSランク、都市開発版SEGESつくる緑をそれぞれ取得している。
街区内には「BAYZ TOWER&GARDEN」（2016年竣工 地下1階地上31階建 550戸）も建設され、共用施設は相互利用が可能である。

## 沿革
- 2012年（平成24年）- 着工。
- 2015年（平成27年）- 竣工。

## 周辺
- 新豊洲駅（ゆりかもめ）
- BAYZ TOWER&GARDEN
- 首都高速10号晴海線 豊洲出入口
- 晴海大橋
- テプコ豊洲ビル（東京電力新豊洲変電 他）
- 芝浦工業大学附属中学高等学校
- 昭和大学江東豊洲病院
- チームスマイル／豊洲PIT